# Buyina
Buyina es un género de arañas araneomorfas pertenecientes a la familia Amphinectidae. Se encuentra en Australia.

## Especies
Según The World Spider Catalog 12.0:
- Buyina halifax Davies, 1998
- Buyina yeatesi Davies, 1998